# Foilboard

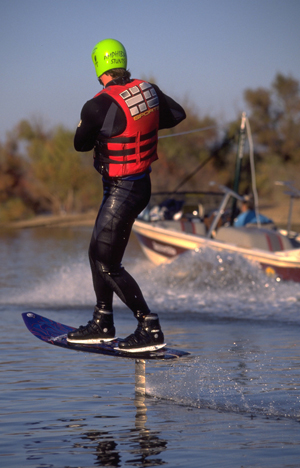
O esquiador aquático monta uma prancha stand-up, 1995

Foilboard é uma prancha motorizada ou prancha hidrofólio, sendo uma prancha de surf com um hidrofólio que se estende abaixo da prancha na água. Este projeto faz com que a placa percorra a superfície da água em várias velocidades.

## Design
Laird Hamilton, uma figura proeminente na invenção do Tow-in surfing de ondas grandes, descobriu mais tarde a capacidade do foilboard de aproveitar a energia do swell com o uso de um jet-ski, puxando o surfista para uma onda.
O design vertical permite que o surfista deslize com a onda em movimento, aproveitando a energia cinética com a ondulação subaquática. As pranchas de hidrofólio permitem que o piloto alcance o mesmo resultado com o uso de uma pipa. O hidrofólio minimiza os efeitos de zero ou ásperas. Devido às características subaquáticas do hidrofólio, o piloto pode fazer um ângulo mais alto em relação ao vento do que em kiteboards tradicionais que navegam na superfície da água. 

## História
Em 2009, o inventor australiano Brett Curtis construiu e montou o primeiro aerobarco com remo ou hidrofólio inclinado. Ele postou fotos nos fóruns de surfe Swaylocks e RealSurf de um amigo Alex Budlevski andando de florete em 2013, três anos antes de Kai Lenny tornar os hidrofólios de surfe famosos. As folhas são usadas em pranchas de windsurf por meio do desenvolvimento de design de Neil Pryde Maui, inventor das pranchas de windsurf de vela de hidrofólio. Usando uma vela de tamanho moderado, um windboard foil pode atingir velocidades acima de seis nós mais rápidas do que o vento aparente. Com os avanços no design do hidrofólio, a energia necessária para permanecer na folha foi reduzida a níveis alcançáveis apenas pela força humana. Kai Lenny foi o pioneiro de uma técnica agora chamada de "bombeamento", na qual o piloto desloca seu peso ao longo do eixo de rotação, conduzindo a lâmina através da coluna de água que gera sustentação.
Em 2009, o Prof. Jakob Kuttenkeuler e o Prof. Stefan Hallström, ambos do Royal Institute of Technology, KTH, Estocolmo, Suécia, publicaram seu projeto Evolo, que foi um veículo inventado, projetado e construído por 15 alunos de mestrado que estudavam Arquitetura Naval e Estruturas Leves que receberam uma atribuição dos dois professores (acima), que combinava um motor elétrico com um hidrofólio em uma moto aquática controlada por deslocamento de peso e velocidade do motor.
Em outubro de 2016, Dan Montague, ex-chefe de P&D da Naish International, postou um vídeo no YouTube da Jetfoiler mostrando uma prancha de surfe de hidrofólio elétrica (agora comumente conhecida como eFoil) voando acima da água em Fiji.
Em 2017, a Lift Foils, uma pequena empresa de Porto Rico, apresentou ao mundo a primeira prancha de surf hidrofólio elétrica disponível comercialmente que realmente entrou em produção em 2018. A placa tem um motor elétrico, hélice e folhas de fibra de carbono; e mastro de fibra de carbono abaixo da linha d'água. Dentro da placa de fibra de carbono, envolta em um compartimento à prova d'água, há uma bateria de lítio recarregável e um controlador eletrônico de velocidade. A velocidade do motor é controlada por um controle remoto Bluetooth portátil sem fio, com um acelerador acionado por gatilho.
Depois da Lift, muitas outras empresas trouxeram efoils para o mercado comercial, como Fliteboard (Austrália), Waydoo (China), Takuma (França / Japão), Foil (EUA), MSLR (Canadá), Flying Rodeo (Eslovênia), ArtFoils ( Rússia) e PWR-Foil (França). Existem também comunidades on-line robustas de fabricantes / construtores de efoil DIY. 
O presidente-executivo do Facebook, Mark Zuckerberg, voltou a chamar a atenção nas redes com um vídeo "surfando" com uma prancha motorizada.

## Galeria

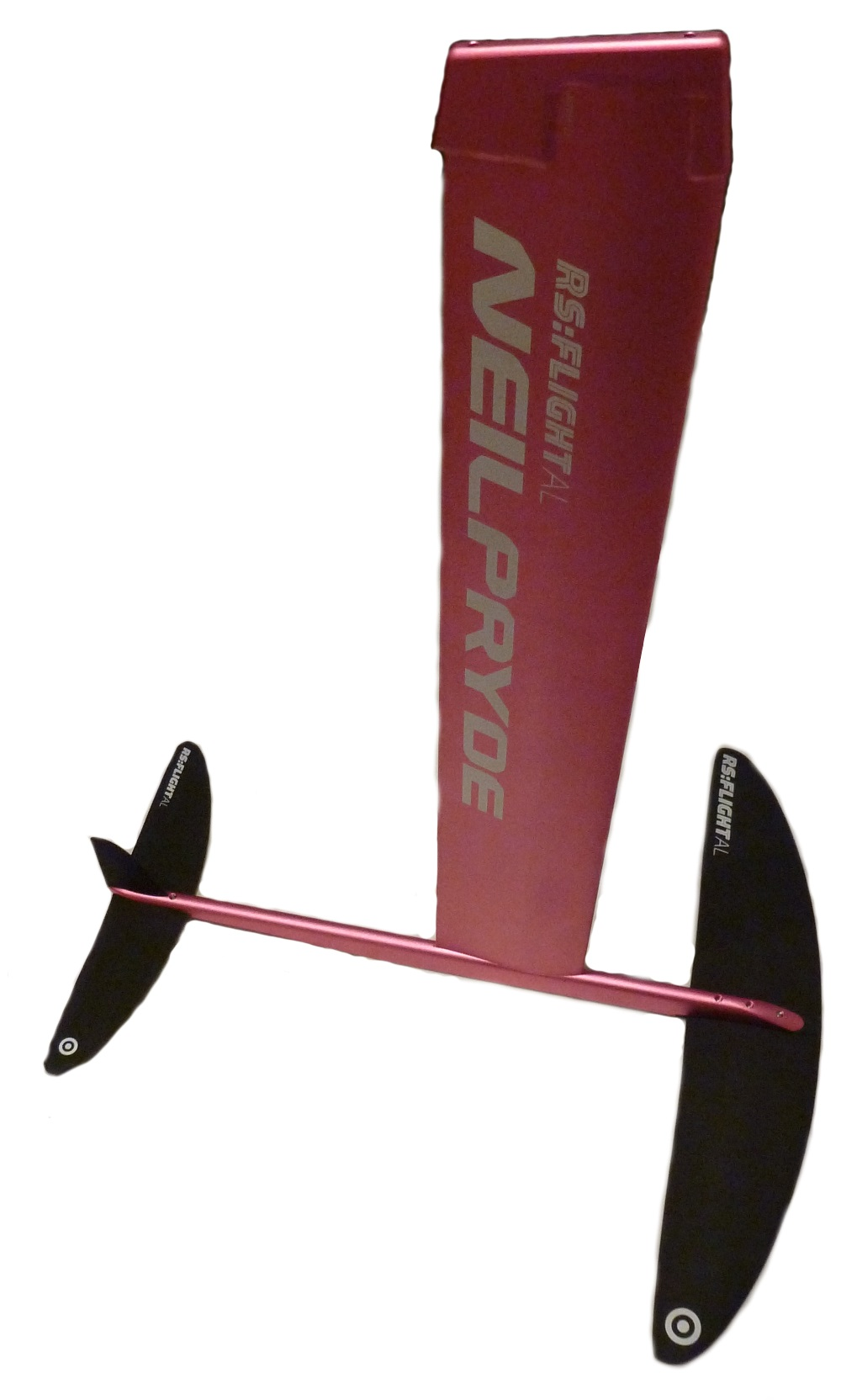
Hydrofoil Windsurf com sistema de barbatana Deep Tuttle Box
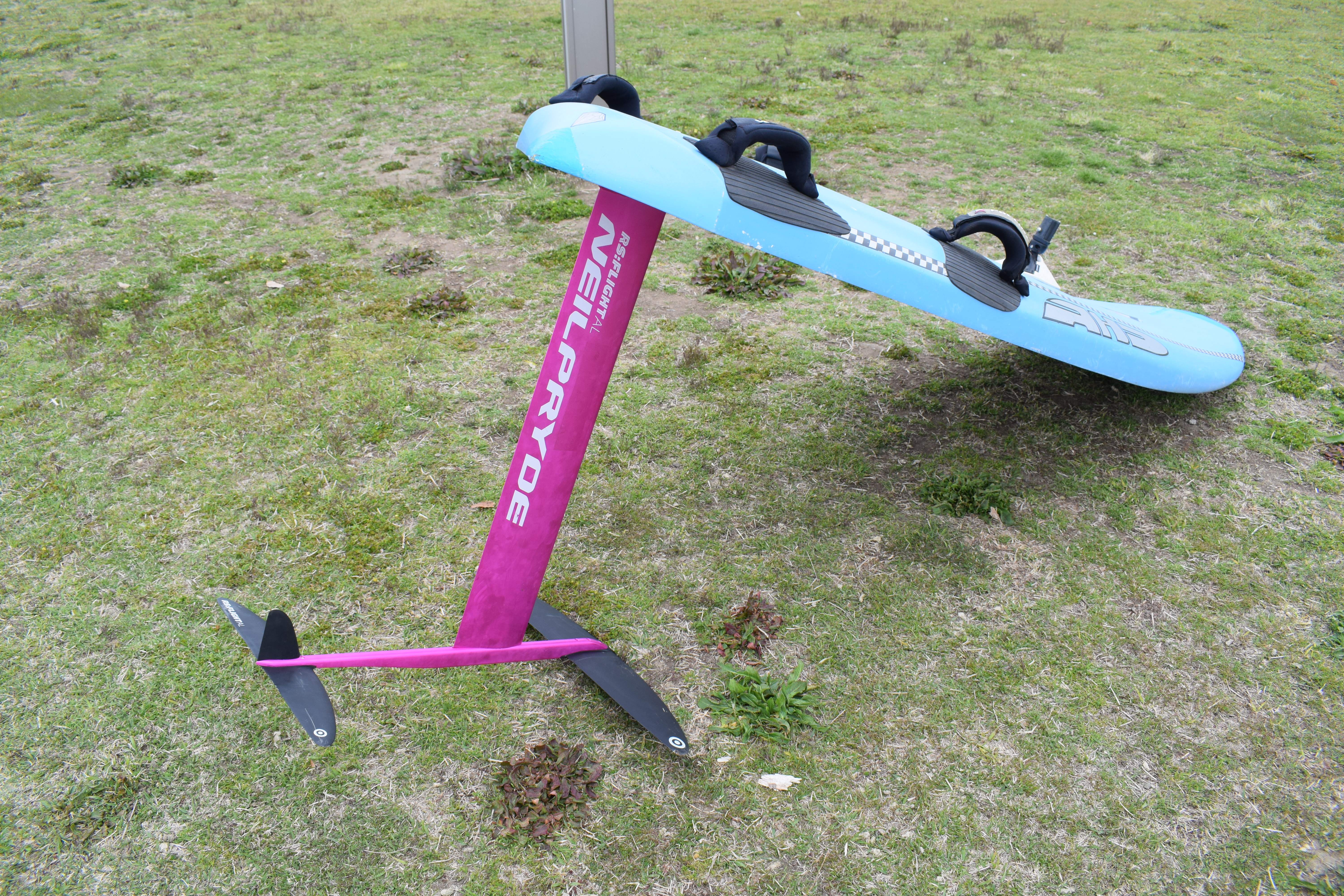
Hydrofoil na prancha de windsurf
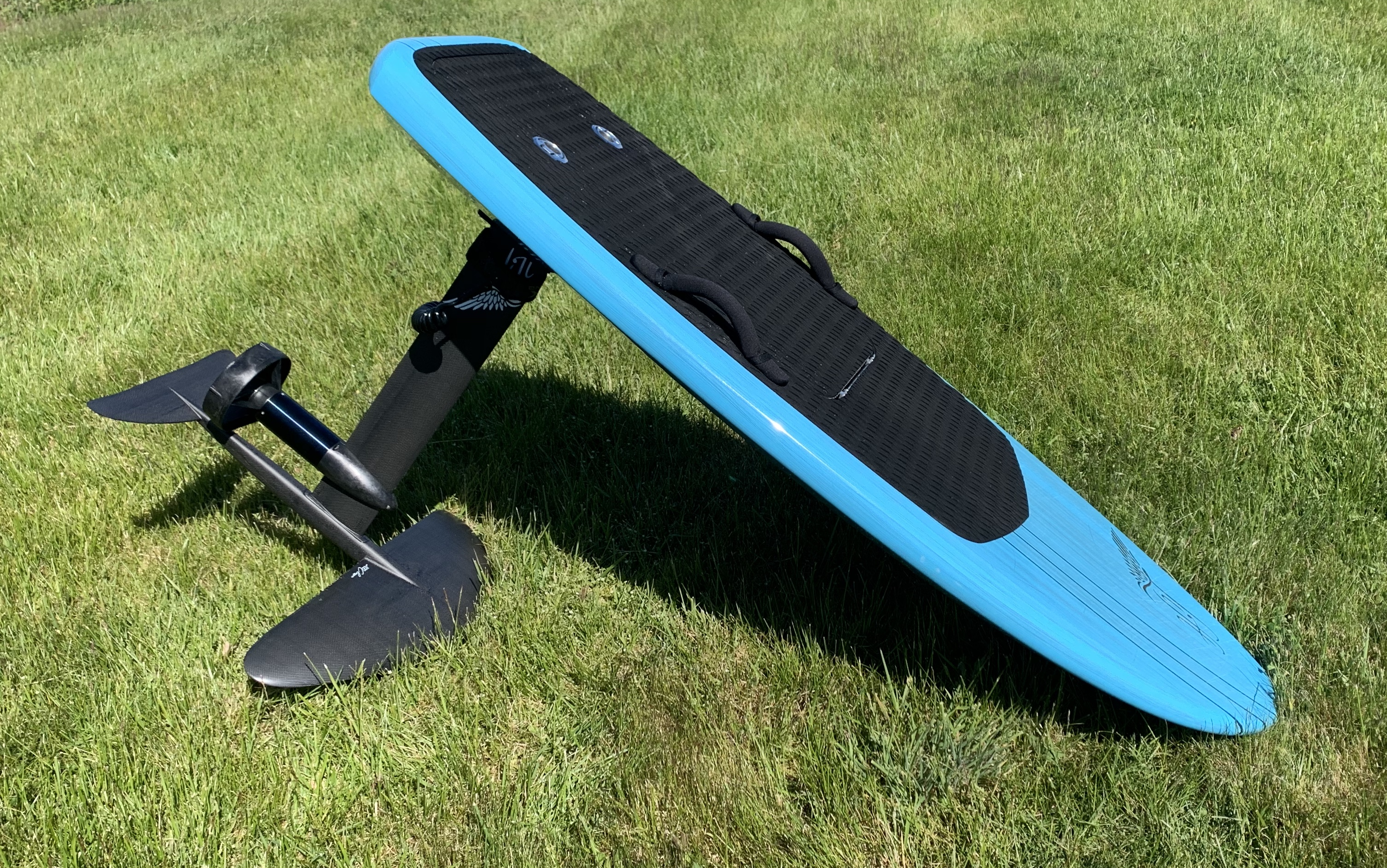
The Lift eFoil, uma prancha de surf de hidrofólio elétrica